# Ercole Bodini
Ercole Bodini (Cremona, 27 novembre 1904 – Cremona, 31 maggio 1962) è stato un calciatore e allenatore di calcio italiano, noto come Bodini I per distinguerlo da Renato o Bodini II.

## Caratteristiche tecniche

### Giocatore
Giocava come mezzala con caratteristiche offensive, che gli permettevano di andare a segno con facilità.

### Allenatore
Impostava le sue squadre adottando il modulo tattico della nazionale ungherese di Ferenc Puskás, con due centravanti e una sola mezzala in appoggio.

## Carriera

### Giocatore
Cresciuto nel SC Tati, passa alla Cremonese, con cui disputa sette stagioni in massima serie ed ottiene un secondo posto nel girone B della Prima Divisione 1925-1926 dietro alla Juventus, che al termine della stagione conquisterà lo scudetto.
Nel 1927 si trasferisce al Genoa, con la cui maglia ottiene il secondo posto nel campionato italiano nel 1927-1928 e 1929-1930, totalizzando 54 presenze in due stagioni in Divisione Nazionale ed altrettante in due anni in Serie A. In rossoblu esordisce il 25 settembre 1927 nella vittoria casalinga per 2 a 1 contro il Torino, mentre la prima rete la segna nella vittoria esterna per 1 a 0 sul Brescia il 2 ottobre seguente.
Con il club ligure partecipa due volte alla Coppa dell'Europa Centrale, nel 1929 e nel 1930, senza mai passare il primo turno.
Nel 1931 si trasferisce al Bari, con la cui maglia disputa 56 gare in due stagioni in massima serie, retrocedendo però al termine della Serie A 1932-1933.
Nel 1933 passa al Catania che disputava la Prima Divisione 1933-1934. Con i siciliani vince il Girone H ed il girone finale D, ottenendo la promozione nella Serie B 1934-1935. La stagione seguente, sempre tra le file del Catania, ottiene il terzo posto nel girone A della Serie B.
Chiude la carriera nella Cremonese, con i quali vince il girone B della Serie C 1935-1936.

### Allenatore
Dopo aver fatto parte dello staff tecnico della Cremonese nella stagione 1948-1949, nel 1951 diventa allenatore dei grigiorossi, offrendo i propri servizi gratis a causa della grave crisi economica della società, e vi rimane fino al 1955, tra Serie C e IV Serie. Nella stagione 1955-1956, a sorpresa, passa ai rivali del Piacenza, che conduce alla salvezza resa vana dalla retrocessione per illecito sportivo dei biancorossi. Rimane sulla panchina emiliana anche nella stagione successiva, nella quale ottiene il terzo posto nel girone B della IV Serie.
Terminata l'esperienza piacentina, torna a Cremona nell'aprile 1958, dapprima come direttore tecnico e dalla stagione successiva come allenatore.

## Palmarès

### Giocatore

#### Competizioni nazionali
- Prima Divisione: 1

Catania: 1933-1934
- Serie C: 1

Cremonese: 1935-1936

### Allenatore

#### Competizioni nazionali
- IV Serie: 1

Cremonese: 1953-1954